# Hellmut Doenecke
Karl Albert Hellmut Doenecke (* 16. August 1900 in Schwiebus; † 26. August 1976 in Lippstadt) war ein deutscher Tierarzt und Hochschullehrer sowie SS-Obersturmführer der Allgemeinen SS.

## Leben
Hellmut Doenecke wurde als Sohn des Tierarztes und Direktors des Schlachthofes in Bochum Friedrich Doenecke geboren. Zum Ende des Ersten Weltkrieges wurde er Fahnenjunker im Infanterie-Regiment 68. Zum Wintersemester 1918/19 begann er das Studium an der Tierärztlichen Hochschule Hannover und wurde wie sein Vater Mitglied des Corps Normannia Hannover. Im Sommersemester 1922 studierte er an der Ludwig-Maximilians-Universität München. Im März 1924 erhielt er in Hannover die tierärztliche Approbation. Im November des gleichen Jahres wurde er an der Tierärztlichen Hochschule Hannover zum Dr. med. vet. promoviert.
Nach kurzer Volontär-Assistententätigkeit an der Chirurgischen Veterinärklinik der Universität Gießen wurde er im Februar 1925 Assistent und im Oktober 1927 Abteilungsleiter der Landwirtschaftskammer in Münster. Mitte Dezember 1927 wechselte er als Oberassistent an die Medizinische Klinik der Tierärztlichen Hochschule Hannover. Das Kreistierarzt-Examen legte er im Februar 1929 in Berlin ab. Im Dezember 1931 habilitierte er sich in Hannover zum Dr. med. vet. habil. und wurde dort Privatdozent für spezielle Pathologie und Therapie und medizinische Propädeutik. Am 10. Mai 1933 nahm er als Vertreter der Kampfbundes für deutsche Kultur an den Bücherverbrennungen am Bismarckdenkmal in den Maschwiesen in Hannover teil.
Doenecke trat am 17. Februar 1933 der NSDAP bei (Mitgliedsnummer 2.957.602) und wurde am 16. Mai 1933 in die Allgemeine SS aufgenommen (Mitgliedsnummer 88.194). Am 30. Januar 1939 wurde zum SS-Untersturmführer in der Dienststellung Standartenveterinär der 11. SS-Reiterstandarte in Breslau befördert, am 20. April 1943 zum SS-Obersturmführer befördert.
Zum Wintersemester 1935/36 wurde Doenecke zum Direktor des Veterinärmedizinischen Instituts der Universität Breslau berufen. Am 1. April 1936 wurde er ordentlicher Professor und Leiter der Universitätstierklinik Breslau. 1943 wurde er Mitglied des Landesveterinäramtes. Im Zweiten Weltkrieg war er als Stabsveterinär der Reserve Führer einer Veterinär-Kompanie, Beratender Hygieniker beim Armeeveterinär des Armeeoberkommandos 17 und Chef des Festungs-Pferde-Lazaretts Breslau. Er erhielt das Kriegsverdienstkreuz II. und I. Klasse, das Westwallehrenzeichen und die Ostmedaille. Ab 1. Juni 1943 war er für die Universitätstierklinik Breslau uk-gestellt.
Nach Kriegsende wurde er 1945 praktischer Tierarzt in Halver. Im April 1952 wurde er Veterinärrat des Kreises Lippstadt. 1959 war er Oberveterinärrat.
Werner Doenecke, der 1933 als Bürgermeister der Stadt Blankenburg (Harz) eingesetzt und später zwangspensioniert wurde, war sein jüngerer Bruder.

## Schriften
- Messungsversuche über die Zugkraft von Pferden an landwirtschaftlichen Gebrauchswagen, 1924
- Beiträge zur Aetiologie, Diagnose und Therapie der Kolik des Pferdes, 1931
- Die Tuberkulose des Pferdes, 1931
- Das Wesen der Erkältung, 1931